# La canzone della terra siberiana
La canzone della terra siberiana (Сказание о земле Сибирской) è un film del 1947 diretto da Ivan Aleksandrovič Pyr'ev.